# Edoclella
Edoclella is een geslacht van wantsen uit de familie van de Reduviidae (Roofwantsen). Het geslacht werd voor het eerst wetenschappelijk beschreven door Norman Cecil Egerton Miller in 1956.

## Soorten
Het genus bevat de volgende soorten:

- Edoclella exigua Miller, 1956
- Edoclella polita Miller, 1956
- Edoclella vagans Miller, 1956